# Teatro Civico (La Spezia)
Il Teatro Civico è la più importante struttura teatrale della Spezia e si trova nel centro storico della città, in piazza Mentana.
Per dimensioni, è il terzo teatro della Liguria.

## Storia

### La prima costruzione
Fu il primo teatro ad essere costruito alla Spezia: infatti il San Carlo, considerato il più antico della città, era stato ricavato dall'omonima chiesa sconsacrata durante il periodo della Repubblica Ligure, il cui edificio dapprima fu adibito a scuola pubblica e successivamente, per iniziativa di una filodrammatica specializzata nel repertorio alfierano, trasformato in teatro.
Nel cosmo spezzino pre-arsenale, in sia pur lenta espansione, un nuovo teatro si era dunque reso necessario perché la città potesse adeguarsi ad una immagine più rispondenze alle esigenze della società che si stava formando. Così la sua costruzione fu approvata all'unanimità da una delibera comunale del 24 aprile 1839. Da tale delibera alla posa della prima pietra, avvenuta il 6 luglio 1840 alla presenza del Sindaco Lorenzo Federici, passarono 14 mesi soprattutto per reperire i fondi necessari.
Per realizzare il teatro fu chiamato l'architetto genovese Ippolito Cremona, che progettò una costruzione in perfetta aderenza coi canoni del più rigoroso neoclassicismo, con uno sviluppo longitudinale di quaranta metri, una larghezza di venti, quattro ordini di palchi ed una facciata lineare con un loggiato sovrastato da un timpano ed ornato da tre statue di marmo. (La facciata subì una prima modificazione nel 1889 per aumentare la capienza).
Il sipario del teatro era dipinto dal pittore Francesco Gonin, celebre in quegli anni per aver illustrato nel 1842 I Promessi Sposi nonché, successivamente, La Storia della Colonna Infame. Il ridotto s'impreziosiva di alcune spiritose vignette dedicate al costume spezzino.

### L'inaugurazione
Avvenne il 18 luglio 1846, salutata con entusiasmo: la Civica deputazione nei manifesti che da giorni annunciavano l'evento, esortava i "Signori commercianti a tenere prezzi modici per invitare il maggior numero di forestieri". In cartellone, Ernani di Verdi,  Gemma di Vergy di Donizetti, e un'opera buffa, il cui emblematico titolo sembrò esprimere gli umori spezzini: era Chi la dura la vince! di Luigi Ricci. Soprano con il repertorio "serio", Teresina Parodi, mentre l'opera buffa fu affidata a Celestina Corbetta.
Cominciava così il quarantennio di vita culturale del Teatro Civico, che per la città divenne un punto agglomerante non solo artistico, ma anche mondano-sociale e politico della città dovuto principalmente al maestro Domenico Cortopassi. Per un certo periodo il ridotto fu sede infatti delle sedute del Consiglio Comunale e al primo piano fu ospitato anche il Circolo cittadino, il Casinò civico.
Nel 1873, nei locali del piano terra del Teatro fu ospitato il primo nucleo del Museo Civico nato da una prima donazione di conchiglie e crostacei ad opera di Cesare Podenzana, a cui si sarebbe aggiunta, nel 1866, la raccolta di conchiglie rare donata dagli eredi del marchese Gio Batta De Nobili, come attesta una lettera di ringraziamento inviata il 17 maggio 1866 dal Sindaco Bartolomeo Ricco a Valente Carletti, amministratore dei De Nobili.

### La ristrutturazione nel XX secolo
L'intero edificio è stato completamente ristrutturato, assumendo l'attuale aspetto déco negli anni 1932-33, dall'architetto Franco Oliva in collaborazione con lo scultore Augusto Magli che ne ha curato le decorazioni esterne ed interne, oltre a quelle della cupola posta a copertura della sala.

Le cinque statue (la Musica, la Tragedia, l'Arte plastica, Il Golfo e la Città della Spezia) che decoravano la facciata e l'entrata del vecchio teatro del Cremona furono rimosse e collocate nei Giardini pubblici.

## Descrizione
L'ingresso al teatro avviene attraverso le tre porte corrispondenti ai tre archi della facciata verso Piazza Mentana. L'ampia scalinata conduce al foyer caratterizzato da pilastri in marmo cipollino; alla destra del foyer sono il guardaroba e le scale d'accesso ai palchi e alla balconata. Al piano del primo ordine di palchi è presente un altro piccolo foyer.
Nell'atrio sono esposti i busti bronzei del compositore e direttore d'orchestra Domenico Cortopassi e del baritono Emilio Bione, opera dello scultore Rino Mordacci. Completano la decorazione interna le tre statue di Bacco, Tabacco e Venere, raffinati gessi déco di Augusto Magli.
L'interno della sala, secondo l'impostazione razionale dell'architetto Oliva, intendeva conseguire una sintesi tra il teatro settecentesco e una moderna (per il tempo) sala cinematografica.
La balconata è divisa in due ordini e si sovrappone alla platea per un notevole tratto;  Tuttavia sono stati conservati i quattro ordini di palchetti, oltre alle barcacce, come nell'antico primo Teatro.
La decorazione della sala è molto semplice, priva di stucchi e di pesanti ornamentazioni, ad eccezione di due eleganti danzatrici in marmo bianco collocate all'ingresso dei lati della platea e piccole dame cavalcanti all'esterno dei palchi. 
La sala risulta così armonicamente semplice, a colori tenui e a superfici lisce.
La cupola della sala è apribile ed è decorata da una fascia ornamentale con i simboli zodiacali, anch'essi opera di Augusto Magli, evidente richiamo alle costellazioni che si possono osservare a cupola aperta negli spettacoli notturni.

## Oggi
Per lungo tempo nel dopoguerra il Teatro Civico ha perduto la sua funzione di principale edificio teatrale cittadino e per un lungo periodo è stato adibito solo a cinema, mentre le funzioni teatrali venivano espletate dal Teatro Astra. Infine nell'estate del 1987 la sala cinematografica è stata chiusa e il Civico è rimasto chiuso per un restauro durato dal 1989 al 1995.
Oggi il Teatro Civico è tornato a svolgere la sua essenziale funzione di polo culturale cittadino con un cartellone invernale sempre molto ricco. Vi si svolge anche l'importante Festival internazionale del jazz della Spezia.